# 30e bataillon de tirailleurs sénégalais
Ne doit pas être confondu avec 30e bataillon de marche de tirailleurs sénégalais.
Pour les articles homonymes, voir 30e bataillon.
Le 30e bataillon de tirailleurs sénégalais (30e BTS) est un bataillon des troupes coloniales françaises.

## Création et différentes dénominations
- 1er février 1916 : Formation du 30e bataillon de tirailleurs sénégalais
- 1er mars 1919 : Dissolution, le bataillon est fusionné au 103e BTS

## Historique des garnisons, combats et batailles du30eBTS
Le 30e BTS est formé à Cherchell (Algérie française) le 1er février 1916, par dédoublement du 20e BTS. Après avoir rejoint Fréjus, il quitte cette ville le 12 mai pour entrer en campagne. Il va alors renforcer le 35e régiment d'infanterie coloniale de la 16e division d'infanterie coloniale.
Envoyé sur le front de Macédoine en 1916, le 30e BTS est rattaché à la 11e division d'infanterie coloniale, toujours intégré dans le 35e RIC. En décembre 1918, le bataillon revient en France par l'Italie et stationne dans la région de Grasse.